# Saxon (hrabstwo Iron)
Saxon – jednostka osadnicza w Stanach Zjednoczonych, w stanie Wisconsin, w hrabstwie Iron.